# Xisha Qundao (Larsemann Hills)
Xisha Qundao (chinesisch 西沙群島) ist eine aus sechs Inseln bestehende Inselgruppe vor der Ingrid-Christensen-Küste des ostantarktischen Prinzessin-Elisabeth-Lands. Im Gebiet der Larsemann Hills liegt sie nordwestlich der Halbinsel Feicui Bandao in der Prydz Bay. Größte Insel dieser Gruppe ist Cook Island.
Chinesische Wissenschaftler benannten sie 1993.